# Lidi Lisboa
Lidiane Rafaela Lisboa (Guaíra, 13 de agosto de 1984), mais conhecida como Lidi Lisboa, é uma atriz e apresentadora brasileira.

## Biografia
A atriz foi criada pelos bisavós, num sítio, na pequena cidade de Guaíra, no interior do Paraná. A mãe da atriz engravidou com apenas treze anos, e se viu obrigada a deixar a filha aos quatro anos de idade para tentar conseguir trabalho em São Paulo. A atriz também nunca conheceu o pai. Revelou que em sua infância gostava de nadar nos rios, subir em árvores e brincar com porcos e galinhas.
Sua vida começou a mudar aos 8 anos, quando sua mãe foi buscá-la para morar com ela em São Paulo. Aos 12 anos, a atriz começou a estudar teatro na escola, decidindo-se pela profissão de atriz. A atriz teve sua primeira chance na profissão aos 15 anos, quando passou em um teste para atuar na novela Um Anjo Caiu do Céu, mas revelou que não pôde fazer a novela porque o juizado da infância e da adolescência considerou o papel inadequado para a idade dela, o que a deixou extremamente frustrada, porém não desistiu de tentar seu sonho de ser atriz.
Em 2001 foi aprovada em um teste da TV Globo para fazer a novela A Padroeira. Mesmo ainda menor de idade, o papel foi aprovado pelo juizado de menores. Por conta de seu papel, mudou-se para o Rio de Janeiro. Com o fim da novela, seu contrato com a Globo não foi renovado. Ela morava sozinha no Rio de Janeiro e não tinha como se sustentar - a ajuda financeira da mãe, a artista plástica Lídia Lisboa, era insuficiente para mantê-la na cidade, até que outro trabalho surgisse. Sem outra alternativa, voltou a viver com a mãe em São Paulo.
Ao completar dezoito anos, conseguiu um emprego como bartender em uma boate da capital paulista. A partir daí, devido às brigas com sua mãe, saiu de casa e passou a viver sozinha em São Paulo. Para complementar sua renda, também trabalhou como garçonete, babá e faxineira. A atriz só conseguiu voltar para a Globo em 2004, mas sempre ficava mais de um ano sem contrato de trabalho, entre idas e vindas para as novelas, fez também algumas participações no cinema e teatro.

## Carreira

### 2001–2014: Início de carreira
A atriz estreou na televisão em 2001 na TV Globo, interpretando a escrava Brásia em "A Padroeira". Entre 2004 e 2005, esteve no elenco principal do seriado "Malhação" no papel da jovem batalhadora Aline. Em 2006, faz uma participação especial no seriado infantil Sítio do Picapau Amarelo como Jurema. Em 2007, integra o elenco da novela "Paraíso Tropical" no papel de Tatiana, uma jovem humilde, namorada de um bad boy problemático.
Entre 2007 e 2009, gravou participações em séries e seriados da emissora: Faça Sua História e Casos e Acasos. Em 2009, participa da novela das 18h, como a bela empregada Das Dores. Em 2011, participa da novela "Insensato Coração" como a presidiária Cátia. Em 2012, atua em "Cheias de Charme", como a divertida babá Gracinha. Em 2014, atua em "Império" como a batalhadora Kelly.

### 2016–2019: RecordTV eJezabel
Em 2016, inicia um novo ciclo, passando a ter mais importância na carreira, ao assinar com a RecordTV, e integrando o elenco principal da novela de época "Escrava Mãe" na qual, surge na pele de Esméria, uma escrava sofrida e ambiciosa, capaz de tudo para subir na vida e ascender-se socialmente, sendo a principal vilã do folhetim, a atriz foi muito elogiada pelo público e crítica. Em 2017, atua na novela medieval "Belaventura" interpretando a doce e culta Tamar, uma jovem dama da sociedade, que se apaixona pelo seu professor. Em 2018, retorna a TV Globo, e faz uma participação na novela "Segundo Sol", como a policial Suely. Em 2019, ainda atua na minissérie "Se Eu Fechar os Olhos Agora" interpretando Maria Rosa, uma jovem beata, que sofre com o racismo pela parte do padre de sua igreja. Em 2019, regressa para a RecordTV, e ganha até então o papel de maior visibilidade de sua carreira, ao ser escolhida para protagonizar a macrossérie "Jezabel", onde interpreta a cruel e impiedosa rainha fenícia, que marcou a história da humanidade, ao perseguir os profetas de Deus. A atriz também ganha visibilidade, ao ser a primeira atriz negra ao posto de protagonista de uma trama bíblica.

### 2020–presente:A Fazenda 12,novos projetos e Netflix
Em 8 de setembro de 2020, foi confirmada como uma das vinte participantes da décima segunda temporada do reality show A Fazenda da RecordTV, ficando em 6.º lugar na competição. Após sua saída, foi contratada pela empresa Mynd8 para gerenciar a carreira.
Em 5 de maio de 2021, a Rede Record anunciou o nome de Lidi Lisboa para apresentar os conteúdos online do reality show Power Couple. Entrevistas com os casais eliminados, entre outros conteúdos voltados para o ambiente digital.
Em 1 de setembro de 2021,a Netflix anunciou "A Sogra Que Te Pariu", série Sitcom com data de estreia prevista para 2022,onde Lidi irá interpretar Alice. Em 3 de setembro de 2021, foi anunciado que Lidi Lisboa seria a apresentadora dos conteúdos digitais do reality show A Fazenda, entrevistando os participantes eliminados.
Em janeiro de 2022, Lidi foi confirmada na série Todas as Garotas em Mim, para interpretar a personagem Laura. Mais tarde naquele ano, Lidi deixou o comando dos conteúdos digitais por conta de um conflito de agendas, já que ela estaria gravando a segunda temporada da série A Sogra Que Te Pariu, tendo contrato direto com a Netflix, deixando a emissora. 
Em 2025, Lidi retornou a Globo após 6 anos para interpretar Soraia na sétima temporada de Tô de Graça.

## Vida pessoal
Discreta quanto a sua vida sentimental, aos 15 anos de idade teve seu primeiro namorado, chamado Samuel. Eles ficaram juntos por oito anos, e após o término permaneceram amigos. Lidi Lisboa revelou para a imprensa que ele a ajudou a superar as suas dificuldades da infância e a ensinou a amar o próximo, revelando que ficaram um ano namorando a distância, quando ele permaneceu em São Paulo e ela fazia sua primeira novela no Rio de Janeiro, e que ambos sempre foram muito maduros e souberam lidar com a distância.
A atriz, apesar de ao longo dos anos ter sido vista pela mídia em companhia de alguns atores, até então não havia assumido nenhum relacionamento sério, quando em 2013 informou estar namorando o ator gaúcho Fábio Rhoden. De 2015 até 2020 o casal morava junto no apartamento dela, no Recreio, bairro da Zona Oeste do Rio de Janeiro. No entanto, após a sua participação em A Fazenda 12, o casal acabou terminando. Lidi manteve um relacionamento com o ator Shia Phoenix de maio de 2023 até abril de 2025.

## Filmografia

### Televisão
| Ano           | Título                      | Papel                    | Notas                                       |
| ------------- | --------------------------- | ------------------------ | ------------------------------------------- |
| 2001          | A Padroeira                 | Brásia Antunes           |                                             |
| 2004–05       | Malhação                    | Aline Coimbra            | Temporadas 11–12                            |
| 2006          | Sítio do Picapau Amarelo    | Jurema                   |                                             |
| 2007          | Paraíso Tropical            | Tatiana                  |                                             |
| 2008          | Faça Sua História           | Francineide              | Episódio: "Quem Não Tem um Caso pra Contar" |
| 2008          | Casos e Acasos              | Cléo                     | Episódio: "A Prova"                         |
| 2009          | Paraíso                     | Das Dores                |                                             |
| 2011          | Insensato Coração           | Cátia                    | Episódios: "1–30 de abril"                  |
| 2012          | Cheias de Charme            | Gracinha                 |                                             |
| 2014          | Império                     | Kelly                    |                                             |
| 2016          | Escrava Mãe                 | Esméria / Malica Darrila | [ 17 ]                                      |
| 2017          | Belaventura                 | Tamar La Rosie           |                                             |
| 2018          | Segundo Sol                 | Suely                    | Episódios: "1–30 de outubro"                |
| 2019          | Se Eu Fechar os Olhos Agora | Maria Rosa               |                                             |
| 2019          | Jezabel                     | Jezabel                  |                                             |
| 2020          | A Fazenda                   | Participante (6º lugar)  | Temporada 12                                |
| 2021          | Gênesis                     | Maalate                  |                                             |
| 2022          | Todas as Garotas em Mim     | Laura Guerra             |                                             |
| 2022–23       | A Sogra que te Pariu        | Alice Laje               |                                             |
| 2023          | Casais em Apuros            | Participante (Vencedora) | Temporada 2                                 |
| 2025-presente | Tô de Graça                 | Soraia                   | A partir da Temporada 7                     |

### Internet
| Ano       | Título            | Cargo         | Notas          |
| --------- | ----------------- | ------------- | -------------- |
| 2021–2022 | Power Couple Live | Apresentadora | 5-6ª Temporada |
| 2021      | A Fazenda Live    | Apresentadora | 13ª Temporada  |

### Cinema
| Ano  | Título                                       | Personagem |
| ---- | -------------------------------------------- | ---------- |
| 2010 | Bróder                                       | Cilene     |
| 2015 | Ninguém Ama Ninguém... Por Mais de Dois Anos | Lídia      |
| 2016 | Apaixonados - O Filme                        | Riuston    |
| 2017 | DesAmante                                    | Elisângela |

## Teatro
| Ano     | Título                            | Personagem |
| ------- | --------------------------------- | ---------- |
| 2017–18 | Bruta Flor                        | Celina     |
| 2016    | As Loucuras que as Mulheres Fazem | Luiza      |
| 2024    | Elas são de Matar                 | Rose       |

## Prêmios e indicações
| Ano  | Prêmio             | Categoria              | Trabalho         | Resultado | Ref.   |
| ---- | ------------------ | ---------------------- | ---------------- | --------- | ------ |
| 2007 | Prêmio Extra de Tv | Melhor Atriz Revelação | Paraíso Tropical | Indicada  |        |
| 2008 | Prêmio Contigo!    | Melhor Atriz Revelação | Paraíso Tropical | Indicada  |        |
| 2021 | Mundo Negro        | Melhor Atriz           | Gênesis          | Indicada  | [ 26 ] |